# Dziadkowice (Łódź)
Pour les articles homonymes, voir Dziadkowice.
Dziadkowice est une localité polonaise de la gmina de Szadek, située dans le powiat de Zduńska Wola en voïvodie de Łódź.